# Cannibal Killers Live
Cannibal Killers Live – CD/DVD box set amerykańskiej grupy muzycznej Static-X. Jest to pierwszy koncertowy album zespołu i zawiera nagrania z występu z Big Easy w Spokane.

## Lista utworów

### CD
Oficjalna lista utworów dla płyty kompaktowej.
1. „Cannibal” – 3:12
2. „Dirthouse” – 3:15
3. „Shit In A Bag” – 4:22
4. „I’m With Stupid” – 3:18
5. „Bled For Days” – 3:54
6. „No Submission” – 2:47
7. „Behemoth” – 3:05
8. „Destroy All” – 2:27
9. „Cold” – 3:43
10. „Black And White” – 3:46
11. „Destroyer” – 2:49
12. „The Enemy” -2:36
13. „The Trance Is The Motion” – 4:26
14. „This Is Not” – 3:10
15. „Love Dump” 4:33
16. „Push It” – 2:42
17. „Get To The Gone” – 3:22

### DVD
Oficjalna lista utworów na płycie DVD.
1. „Cannibal”
2. „Dirthouse”
3. „Shit in a Bag”
4. „I’m with Stupid”
5. „Bled for Days”
6. „No Submission”
7. „Behemoth”
8. „Destroy All”
9. „Cold”
10. „Black and White”
11. „Destroyer”
12. „The Enemy [DVD]”
13. „The Trance Is the Motion”
14. „This Is Not”
15. „Love Dump”
16. „Push It”
17. „Get to the Gone”
18. „Push It”
19. „I’m with Stupid”
20. „Bled for Days”
21. „This Is Not”
22. „Black and White”
23. „Cold”
24. „The Only”
25. „So”
26. „I’m the One”
27. „Dirthouse”
28. „Destroyer”
29. „Cannibal”